# USS Forrest (DD-461)
«Форрест» (англ. USS Forrest (DD-461) — військовий корабель, ескадрений міноносець типу «Глівз» військово-морських сил США за часів Другої світової війни.
«Форрест» був закладений 6 січня 1941 року на верфі Boston Navy Yard у Бостоні, де 14 червня 1941 року корабель був спущений на воду. 13 січня 1942 року він увійшов до складу ВМС США. Есмінець брав активну участь у бойових діях на морі в Другій світовій війні, бився у Північній Атлантиці, на Середземному морі та на Тихому океані, біля берегів Франції, Англії, супроводжував атлантичні та арктичні конвої. Бойовий корабель за проявлену мужність та стійкість у боях заохочений шістьма бойовими відзнаками.

## Історія служби
Після введення до строю «Форрест» увійшов до складу 20-го дивізіону есмінців, до якого входили також «Коррі», «Гобсон», «Фітч», які разом з 19-м дивізіоном есмінців компонували 10-ту ескадру есмінців на чолі з «Еллісон», у свою чергу — 4-ту флотилію есмінців з флагманом «Вейнрайт» Атлантичного флоту США.
15 червня 1942 року «Форрест» відплив з Бостона до ВМБ Аргентія, штат Ньюфаундленд, де увійшов до складу супроводження авіаносця «Рейнджер», з якими він повернувся в Ньюпорт 22 червня. 1 липня есмінець відплив з оперативною групою «Рейнджер» до узбережжя Західної Африки. 5 серпня, після повернення у Норфолк, «Форрест» залучався до проведення тренувальних місій, пошуку підводних човнів та прибережного ескортування до 21 жовтня, коли він відбув до Бермудських островів, щоб приєднатися до групи «Рейнджер», яка вирушала для вторгнення в Північну Африку. З 8 по 12 листопада корабель прикривав дії авіаносної групи, що проводила повітряні операції в Сафі, Касабланці та Федхалі. Після цього есмінець перебував у протичовновому патрулі до 18 листопада. У подальшому «Форрест» супроводжував конвой до Норфолка, потім повернувся до Бермуди, на зустріч з важким крейсером «Огаста» типу «Нортгемптон», з яким він 30 листопада повернувся у Норфолк.
19 листопада 1943 року оперативна група британського флоту, до якої входили й американські кораблі, забезпечували прикриття конвою JW 54A.
Наприкінці червня 1944 року «Форрест» вирушив до Белфаста, Орану та Таранто, звідки вона відплив 11 серпня 1944 року для участі у вторгненні на південь Франції, 15 серпня він прибув до визначеної зони артилерійської підтримки біля Сен-Тропе. Протягом наступних двох місяців корабель супроводжував конвої з Палермо, Неаполя, Аяччо та Орана до південного узбережжя Франції, охороняючи людей та припаси, що були потрібні в операції «Драгун». 8 листопада «Форрест» повернувся до Норфолка для проведення модернізації та перебудови на ескадрений міноносець-тральщик.
17 січня 1945 року корабель прибув до Чесапік-Бей для проведення підготовчих заходів і тренування для подальшої служби на Тихоокеанському театрі війни. 9 березня 1945 року побувавши на шляху у Сан-Дієго та Перл-Гарборі, де проводив додаткову підготовку, прибув до Уліті, бази флоту на Каролінських островах. 19 березня прибув до Окінави, де готувалася масштабна десантна операція; корабель виконував завдання з розміновування навколишніх вод від японських мін. 27 травня він був атакований трьома японськими камікадзе, двох збила зенітна артилерія корабля, але третій влучив у правий борт вище ватерлінії, вбивши 5 та поранивши 13 осіб.
25 червня 1945 року «Форрест» відплив з Окінави до східного узбережжя, досягнувши Бостона 6 серпня 1945 року. 30 листопада 1945 року він був виведений зі складу флоту і 20 листопада 1946 року проданий на брухт.